# Budget fédéral canadien de 2023
Lire en ligne

Budget de 2023

2022
Le budget fédéral canadien pour l'exercice 2023-2024 a été présenté à la Chambre des communes par la ministre des Finances Chrystia Freeland le 28 mars 2023. Le budget visait à  refléter l'objectif politique déclaré du premier ministre Justin Trudeau de « rendre la vie plus abordable pour les Canadiens » tout en réduisant les dépenses gouvernementales.

## Contexte
Le budget 2023 est le septième budget présenté à la Chambre des communes sous le gouvernement de Justin Trudeau. Cela fait suite au premier anniversaire de l'invasion russe de l'Ukraine, à la suite de laquelle le Canada a envoyé un milliard de dollars d'aide militaire à l'Ukraine.
La loi de 2022 sur la réduction de l'inflation du président américain Joe Biden prévoit des investissements sans précédent dans des initiatives visant à promouvoir la croissance verte. Il était attendu que le Canada annonce des investissements similaires dans son budget 2023 afin de rester compétitif par rapport à son voisin du sud.
Le 22 juin 2023, toutes les parties du budget ont reçu la sanction royale et sont devenues loi.

## Mesures principales
Le budget prévoit 43 milliards de dollars de nouvelles dépenses nettes sur six ans, dont 20 milliards de dollars pour un nouveau crédit d'impôt remboursable de 15 % visant à promouvoir l'investissement dans les technologies vertes. 13 milliards de dollars sont également alloués à la mise en œuvre d’un programme de soins dentaires soumis à conditions de ressources, une politique issue de l’accord signé entre le NPD et le Parti libéral en 2022.
Le budget introduit une remise d'épicerie allant jusqu'à 467 $ pour les familles admissibles et jusqu'à 234 $ pour les personnes seules admissibles sans enfants. Le budget alloué aux bourses canadiennes pour étudiants est augmenté de 40 %.
Freeland a annoncé des réductions de dépenses de 15 milliards de dollars, par la réduction du financement de certains services publics et l'annulation de certains programmes annoncés précédemment. Une nouvelle taxe de 2 % sur les rachats d'actions est également instaurée à compter du 1er janvier 2024,.

### Logement
Le budget précédent avait créé le compte d'épargne libre d'impôt pour l'achat d'une première propriété (CELIAPP), offrant des économies d'impôt aux primo-accédants qui entre en vigueur le 1er avril 2023. Le budget 2023 attribue environ 925 millions de dollars en 2023-2024 à un fonds d'accélération pour le logement, un incitatif annoncé dans le budget précédent pour encourager les municipalités à faire des investissements pour faciliter la construction de logements.
Le budget a assoupli les règles sur l'achat de logements par des non-résidents et a autorisé davantage de participation de non-résidents dans le développement d'immobilier commercial. Le budget assouplit également les conditions d'achat d'un logement pour les titulaires d'un permis de travail temporaire ou d'étude. Il s’agit d’un renversement partiel de la politique d'interdiction d’achat de logements par les non-résidents afin d’augmenter l’accessibilité des logements et de diminuer l’inflation. L'interdiction était censée entrer en vigueur le 1er janvier 2023 et rester en vigueur jusqu'en 2025.

### Environnement
Le budget annonce la création de l'Agence canadienne de l'eau avec un financement de 85,1 millions sur 5 ans pour appuyer l'établissement de l'agence à Winnipeg (Manitoba).

## Parcours législatif
| Parti politique | Parti politique | Oui | Non | Jumelé | Absent |
| --------------- | --------------- | --- | --- | ------ | ------ |
|                 | Libéral         | 150 | 0   | 1      | 5      |
|                 | Conservateur    | 0   | 114 | 0      | 1      |
|                 | Bloc Québécois  | 0   | 31  | 1      | 0      |
|                 | NPD             | 24  | 0   | 0      | 1      |
|                 | Vert            | 2   | 0   | 0      | 0      |
|                 | Indépendants    | 1   | 1   | 0      | 1      |
| Total           | Total           | 177 | 146 | 2      | 8      |